# Collandres

Collandres este o comună în departamentul Cantal, Franța. În 1 ianuarie 2022 avea o populație de 157 de locuitori.